# 湯女

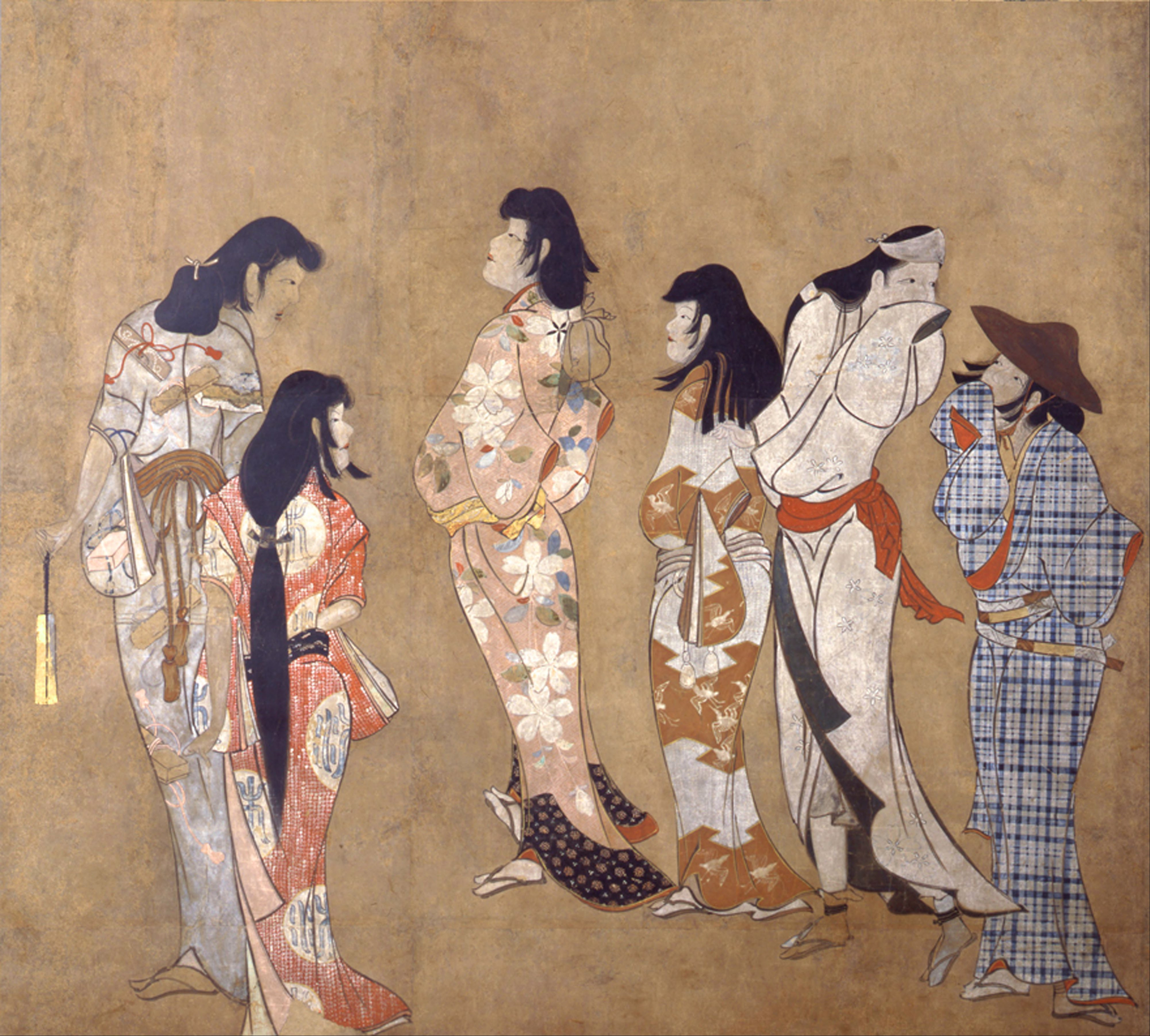
湯女図（重要文化財、MOA美術館所蔵）

湯女（ゆな）は、江戸時代初期の都市において、銭湯で垢すりや髪すきのサービスを提供した女性である。
中世には有馬温泉など温泉宿において見られ、次第に都市に移入された。当初は垢すりや髪すきのサービスだけだったが、次第に飲食や音曲に加え売春をするようになったため、江戸幕府はしばしば禁止令を発令し、江戸では明暦3年（1657年）以降吉原遊廓のみに限定された。禁止後は、三助と呼ばれる男性が垢すりや髪すきのサービスを行うようになり、現代に至る。あかかき女、風呂屋者（ふろやもの）などの別称で幕府の禁止令を逃れようとした歴史があった。

## 概要
『好色一代男』の「ぼんのうの垢かき、兵庫風呂屋者の事」には、あかかき女の図がある。3人のあかかき女が3人の男性客の背をそれぞれ洗っている。『好色訓蒙彙』にも似た図がある。
『筆拍子』には「延宝の頃、大阪の市中にあかすり女のありたる風呂屋十四軒」とある。慶長頃は各地に風呂屋が現れ、同時に多くの女を抱え、客の垢をかき、髪を洗いなどもし、入浴の後、茶や湯をすすめ、浮き世語りに戯れた（『慶長見聞集』）。江戸に湯女風呂が増えてからは、朝から風呂を焚いて入浴させたが、夜は七つ（16時ころ）で銭湯は終わりにし、風呂の上がり場にあてた格子の間をにわかごしらえの座敷にし、金屏風などをたてまわし、昼客の背を流した湯女は美服に着替え、化粧し、ここで三味線などを弾き、小唄などを歌った。
湯女は私娼でありながら吉原と同じく堂々と店をはって営業し、寛政の頃は元吉原と相対する勢力となった。その中で美しい湯女を抱え、勢力があったのは「丹前風呂」の湯女で、そのあまりののさばりように慶安4年（1651年）に幕府によって湯女は制限され、後に禁止された。

### 風呂屋者（風呂屋女）
寛永20年（1643年）の『色音論』（しきおんろん、別名『志きをんろん』あるいは『あづまめぐり』）のなかの一節に、「江戸時代寛永中盛んなりし」とある風呂屋女は、「お風呂を召しませ」、「お背中流しませう」などといい、かゆいところに手が届くサービスが喜ばれ、流行し、模倣され、江戸をはじめとし諸国で湯女が流行した。
湯女は制限されたので、江戸では別に、「風呂屋女」という名称を立て、表向きは職分を分け、湯女と同じく売春した。寛永6年（1629年）に、女歌舞伎が風紀を乱すとして禁止されると、風呂屋女と称して風呂屋が美女を置いて接客を始め、彼女らが女歌舞伎役者に代わる私娼として人気を集めた。人気のあまり、吉原の公娼が風呂屋に出稼ぎに出ることもあり、慶安元年（1648年）に「風呂屋禁止令」が出たが、効果がなく、同4年（1651年）には風呂看板の売買を禁止、風呂屋女は一軒につき3人までとする制限を出すなど規制したが一向に効果がないため、明暦3年（1657年）に幕府によって200軒以上あった江戸町内の風呂屋が打ち壊された。江戸では、元禄16年（1703年）の地震大火ののち、風呂屋の営業内容が一変し、公には純粋な銭湯が行なわれたが、上方ではなおも風呂女の売春が続いた。東京でも明治12 - 13年ごろまで、風呂屋の2階に2 - 3人の女を置き、売春が行なわれていた。
井原西鶴の『好色一代女』巻5に、「一夜を銀六匁にて呼子鳥、是伝授女なり。覚束なくて尋ねけるに、風呂屋ものを猿といふなるべし。くれ方より人によばれける」とあり、江戸では汗を流すというのに対し、上方では垢を掻くという意味で風呂屋者を「猿」と称した。「栄花咄」には、当時の風呂屋ものについて、「大臣にさそはれ、姉が小路の和泉風呂に入相の頃より行きて、吹かれてさつとあがり場に座して」、「同じ心の友あそび、皆でなんぼがものぞ、ありたけ出せと、丸行燈たばこぼん菓子盆を段々に、また気が替りておもしろし、かかりしものの後には、祇園町、島の内みな全盛のこととなれり。江戸も風呂屋茶屋のものより、散茶はじまりて、今の昼三二階にあがれば、これなり」とある。
元禄以後、上方で流行した名残としては、天保以後まで大坂島之内の娼家などが、「○○風呂」と称したことで知られる。『心中天網島』の主人公、小春も島之内の風呂屋女の出身である。